# John Simson Stuart Martin
John Simson Stuart Martin, britanski general, * 1888, † 1973.